# Sabana Abajo
Sabana Abajo är en ort i Honduras.   Den ligger i departementet Departamento de Olancho, i den centrala delen av landet, 90 km nordost om huvudstaden Tegucigalpa. Sabana Abajo ligger 644 meter över havet och antalet invånare är 884.
Terrängen runt Sabana Abajo är kuperad norrut, men söderut är den platt. Terrängen runt Sabana Abajo sluttar söderut. Runt Sabana Abajo är det glesbefolkat, med 18 invånare per kvadratkilometer. Närmaste större samhälle är Campamento, 9,1 km sydväst om Sabana Abajo. 